# NGC 2455
NGC 2455 (również OCL 636 lub ESO 560-SC15) – gromada otwarta znajdująca się w gwiazdozbiorze Rufy. Odkrył ją John Herschel 15 lutego 1836 roku. Jest położona w odległości ok. 8,6 tys. lat świetlnych od Słońca.